# Île Larga
Larga (en espagnol : Isla Larga) est une île du Chili. 

## Géographie
Elle se situe dans le Sud-Ouest du Chili. 